# Калмыковский (Серафимовичский район)
Калмыковский — упразднённый хутор в Серафимовичском районе Волгоградской области России. Входил в состав Большовского сельского поселения. Исключен из учётных данных в 2012 году.

## География
Хутор располагался на правом берегу ручья Калмыковский (приток реки Цуцкан), на расстоянии примерно 5 км по прямой северо-востоку от хутора Котовский.

## История
Постановлением Волгоградской областной думы от 12 июля 2012 г. № 69/2873 хутор исключен из учётных данных.

## Население
| 2002 | 2010 |
| ---- | ---- |
| 23   | ↘0   |

Национальный состав
Согласно результатам переписи 2002 года, в национальной структуре населения русские составляли 61 % населения, цыгане — 39 %.